# Sara Lövestam

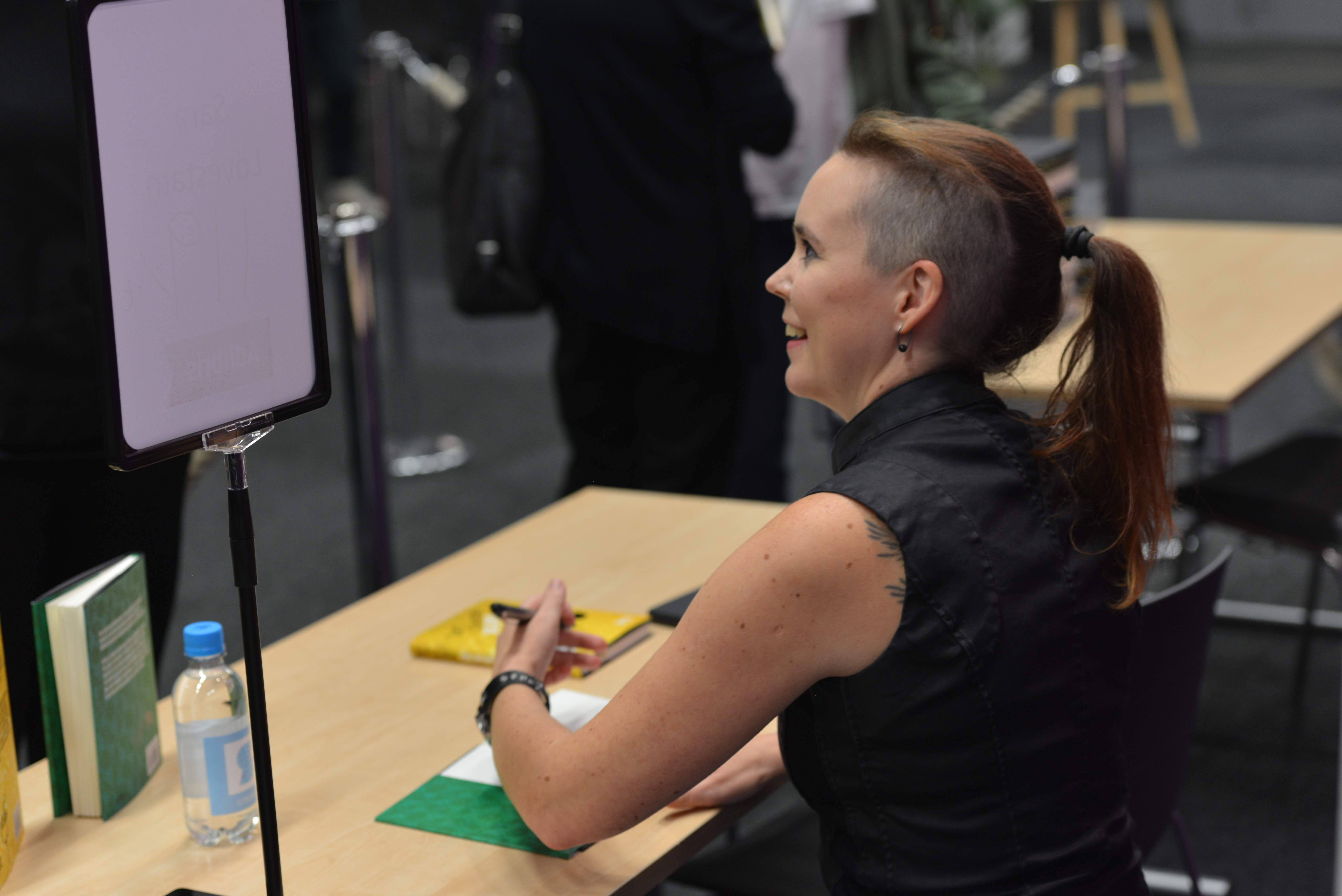
Sara Lövestam under en signering av sin bok Grejen med substantiv och pronomen på Bokmässan i Göteborg, september 2017.

Sara Maria Kristina Lövestam, född 13 juli 1980 i Uppsala, är en svensk författare.

## Biografi
Sara Lövestam lärde sig skriva redan som treåring och fick vid åtta års ålder en dikt om miljöförstöring publicerad i Östersunds-Posten. Det var tidigt hennes mål att bli romanförfattare, och hon hade flera bokmanus i bagaget när hon 2009 vann Piratförlagets manustävling Bok-SM 2009 med manuset till vad som blev debutromanen Udda. Hon hade då redan gjort sig bemärkt som bloggare och som krönikör i tidningen QX.
Lövestam skriver såväl för vuxna som för ungdomar och barn. Hon rör sig mellan olika genrer – historiska romaner, relationsromaner och även en spänningsserie i fyra delar om den papperslösa detektiven Kouplan. Den första delen vann hösten 2015 Svenska Deckarakademins pris för bästa kriminalromansdebut. Hennes romaner skildrar ofta möten mellan människor med olika öden och perspektiv, men också – vilket syns tydligast i Tillbaka till henne (2012), Hjärta av jazz (2013) och barnboken Gruvan (2018) – kopplingen mellan nutid och historia.
Hon har en bakgrund som SFI-lärare och språkvetare, och hennes språkintresse avspeglas i hennes romaner. Hon har även skrivit böcker om grammatik.
Lövestam är domare i Lantzkampen i Sveriges Radio P1. Sedan oktober 2016 håller hon och Patrik Hadenius i inslaget Språkakuten i TV4:s Nyhetsmorgon, och sedan januari 2020 skriver hon för språkspalten i Svenska Dagbladet. Lövestam gör också sedan 2022 podden Mian och Saras skrivarlya tillsammans med författaren Mian Lodalen.
Sara Lövestam bodde de första två åren i Knutby och större delen av sin barndom i Lugnvik utanför Östersund. Hon har också varit bosatt i Sigtuna, Sollentuna och Zimbabwe. Numera bor hon i Stockholm.

## Priser och utmärkelser
- Vinnare av Bok-SM 2009 med manuset för Udda
- Nominerad till Årets bok vid Gaygalan 2010 för Udda
- Nominerad till Slangbellan 2015 för Som eld
- Svenska Deckarakademins pris för bästa kriminalromansdebut 2015 för Sanning med modifikation
- Nominerad till Svenska Deckarakademins pris för bästa svenska kriminalroman 2016 för Luften är fri
- Nominerad till Franska Elles läsarpris 2016
- Vinnare av Translatorspriset 2017
- Vinnare av Grand Prix de Littérature Policière 2017 för Sanning med modifikation (Chacun sa vérité)
- Vinnare av De gouden vleermuis 2017
- Vinnare av Prix nouvelles voix du polar 2018
- Nominerad till Spårhunden 2018
- Nominerad till Crimetime Award – Årets barndeckare 2019 för Gruvan
- Stiftelsen Martha Sandwall-Bergströms författarfonds stipendium 2021[6]
- Vinnare av Tage Danielsson-priset 2024
- Vinnare av Arguspriset för humaniora 2024
- Vinnare av Språkförsvarets hederspris 2025[7]